# Trachenberge
Trachenberge ist ein Stadtteil von Dresden und liegt im Nordwesten der Stadt im Stadtbezirk Pieschen. Die bis dahin eigenständige Gemeinde wurde 1897 nach Dresden eingemeindet. Trachenberge bildet zusammen mit dem Nordteil Pieschens den statistischen Stadtteil Pieschen-Nord/Trachenberge.
Trachenberge wurde erst spät besiedelt und durch Dresdner Bürger mit Weinanbau bewirtschaftet. An der Grenze zu Trachau liegt das Stadtviertel Wilder Mann.

## Geschichte
Die rechtselbische Gemeinde Trachenberge ist im Gegensatz zu den meisten umliegenden Dörfern nicht sorbischen Ursprungs. Trachenberge ist eine im 18. Jahrhundert angelegte Siedlung, die erst 1812 eine selbständige Gemeinde wurde. Ausgangspunkt der Siedlung war der Weinbau am Trachenberg, den die Altendresdner Augustiner auf der Trachauer Flur betrieben. Der Weinberg lag zwischen der heutigen Großenhainer Straße und dem Schützenhof. Um das Jahr 1670 waren auf allen Hängen zwischen Geblerstraße und Radeburger Straße Weinberge angelegt.
Durch die Bebauung, die nach 1800 einsetzte, entstand eine Streusiedlung. Durch den Zuzug neuer Berufsgruppen waren 1861 von den 259 Einwohnern nur noch 50 in der Landwirtschaft beschäftigt. Im Jahr 1873 wurde der Städtische Waisenhof auf das Areal Radeburger Straße/Marienhofstraße/Hellerhofstraße verlegt. Den Hellerhof gründete 1894 eine gemeinnützige Gemeinschaft, die die Kindersterblichkeit durch Verabreichung von Eselsmilch senken wollte. Weitere wohltätige Einrichtungen entstanden, so das Sächsische Krüppelheim an der Weinbergstraße 54 und das Maria-Anna-Kinderhospital an der Weinbergstraße 52. Im Jahr 1876 wurde an der Döbelner Straße 8–10 eine eigene Schule gegründet. Ab 1881 verkehrte die Dresdner Pferdestraßenbahn vom Wilden Mann zum Albertplatz. Die elektrische Straßenbahn wurde 1909 zwischen dem Wilden Mann und Räcknitz eingerichtet. 
Im 19. Jahrhundert bestand die Trachenberger Flur aus einem schmalen Streifen zwischen Hellerhofstraße und Döbelner Straße, die 1915 bis zur Großenhainer Straße reichte.
Trachenberge gehörte zur Parochie Kaditz. Im Jahr 1884 wurde es mit Pieschen ausgepfarrt und bildete die Markuskirchgemeinde. Trachenberge trennte sich von der Pieschener Gemeinde und bildete ab 1915 die Weinbergskirchgemeinde. Im Jahr 1897 wurde Trachenberge nach Dresden eingemeindet. In der Hellerhofstraße wurden 1936 Kasernen eingerichtet, in denen Truppenteile der SS ausgebildet wurden. Während des Zweiten Weltkriegs wurden unweit davon Lager für sowjetische Zwangsarbeiterinnen und für KZ-Häftlinge errichtet. Die Insassen mussten im Goehle-Werk arbeiten. Zu DDR-Zeiten entstand nördlich der Großenhainer Straße und der Weinbergstraße eine Wohnblocksiedlung.

## Kultur und Sehenswürdigkeiten
Die Weinbergskirche wurde 1930 als Fachwerkbau errichtet. Nachdem sie 1946 abgebrannt war, wurde 1950 ein Glockenturm und 1958 ein neuer Kirchbau errichtet.
Nach dem Stadtteil benannt ist der Betriebshof Trachenberge der Dresdner Verkehrsbetriebe (DVB), der sich jedoch im Stadtteil Pieschen befindet. Darin untergebracht sind der Sitz der DVB, ein Busdepot, ein Depot der Dresdner Straßenbahn sowie das Straßenbahnmuseum Dresden.
In der Liste der Kulturdenkmale in Trachenberge sind die Kulturdenkmale in der Gemarkung Trachenberge aufgeführt.

## Bilder

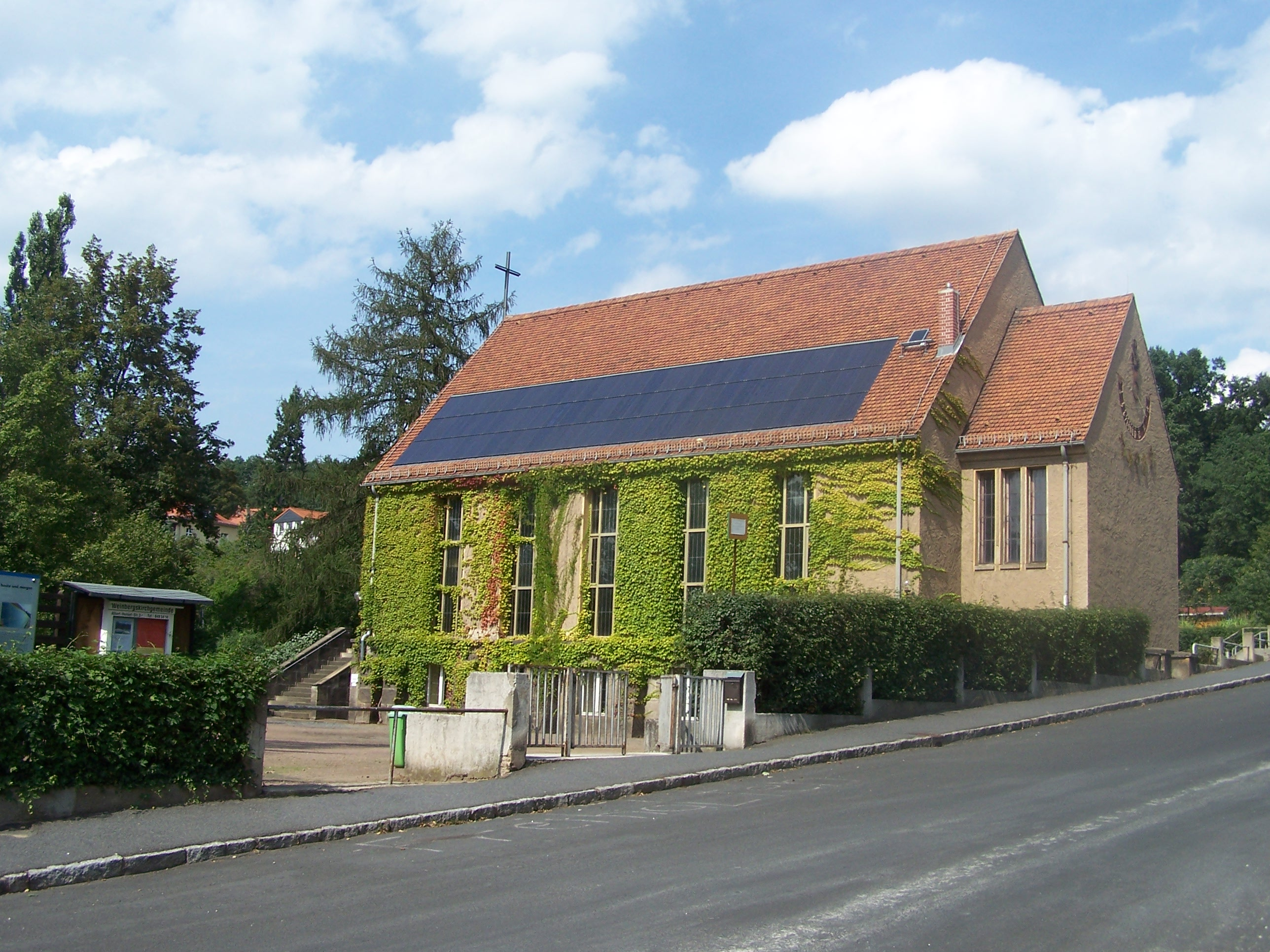
Evangelische Weinbergskirche
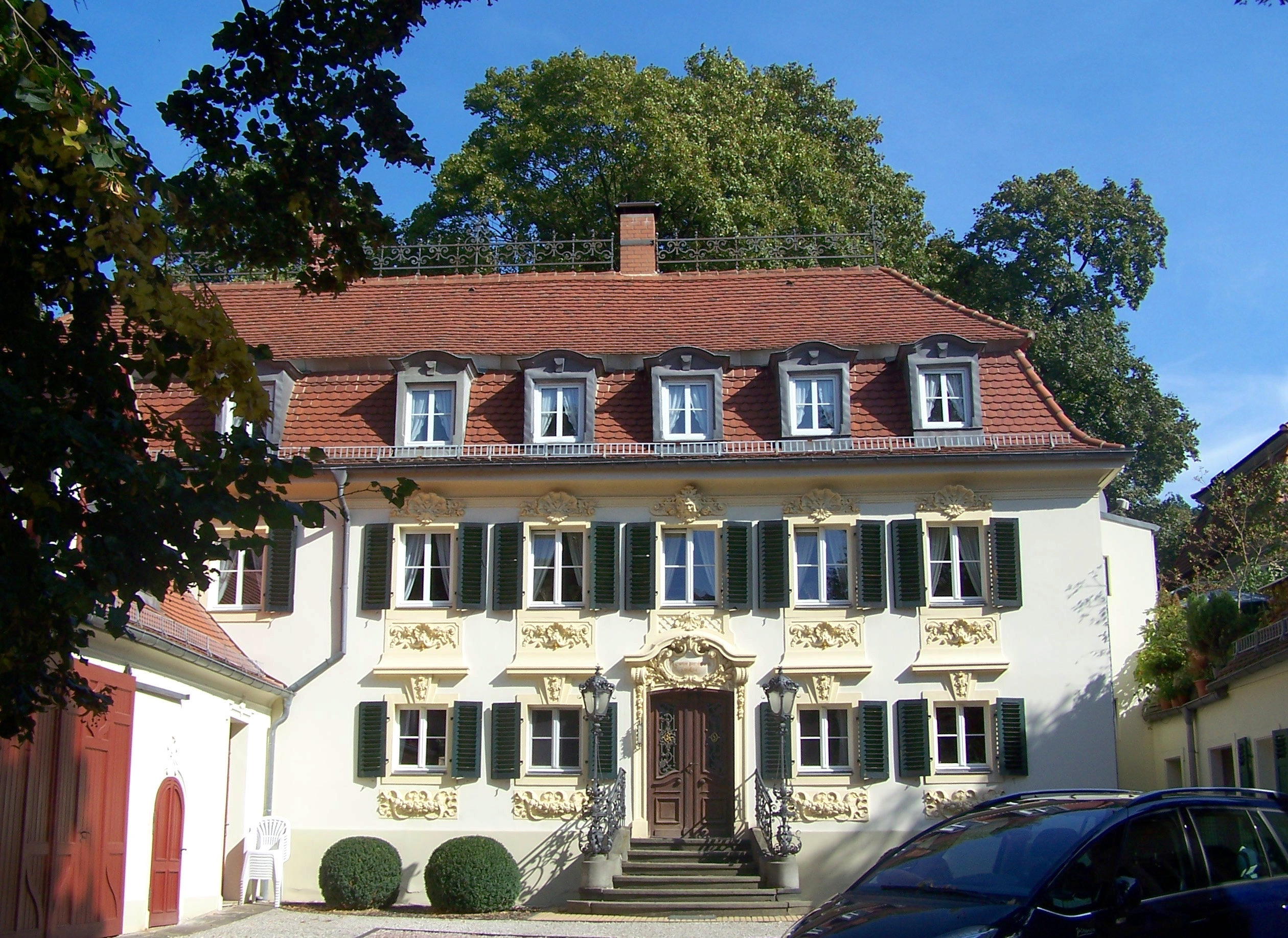
Spiegler’sches Haus, Döbelner Straße
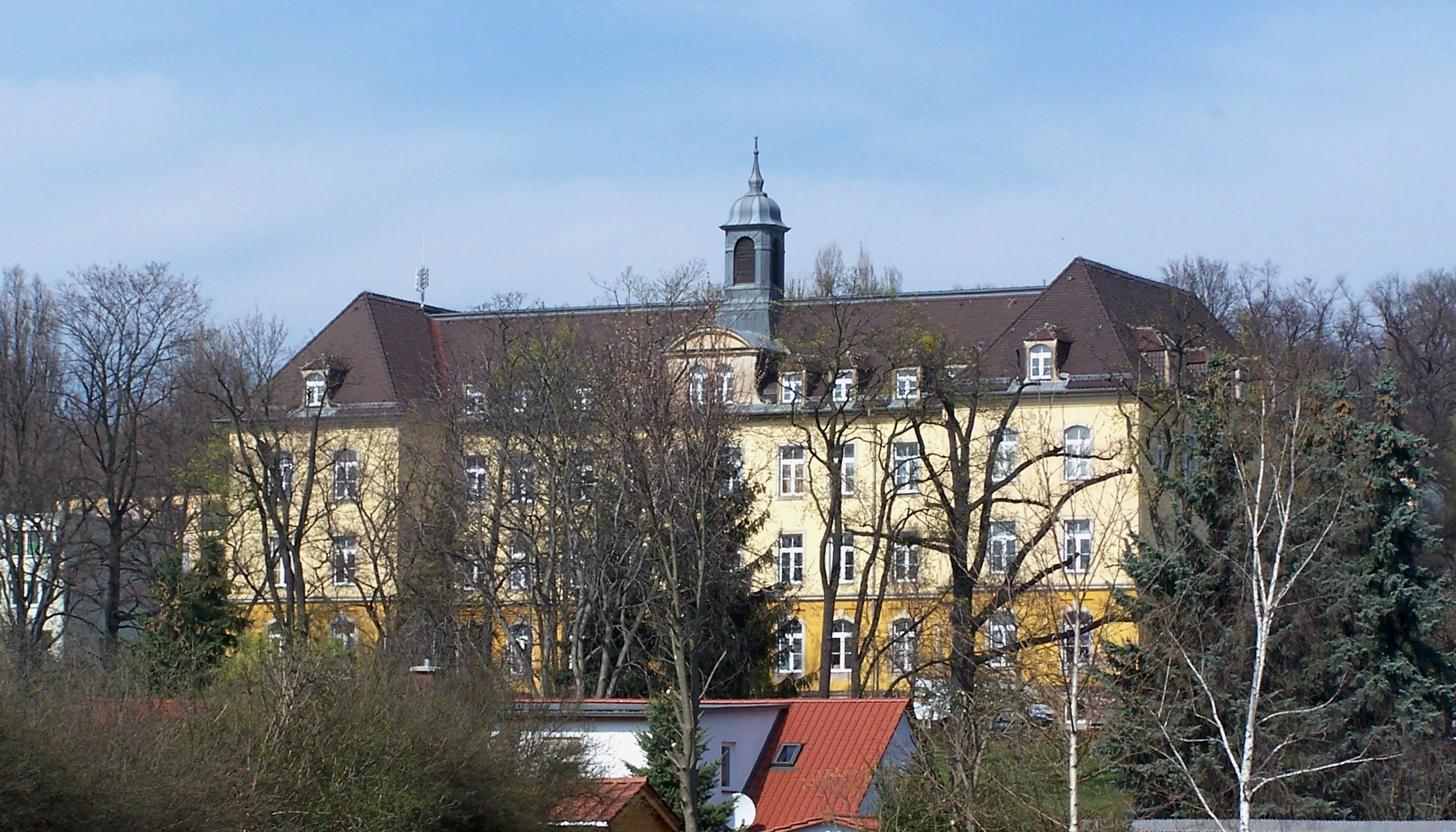
Marienhof Maxim-Gorki-Straße, heute Förderzentrum für Hörgeschädigte „Johann Friedrich Jencke“